# Schizomus parvus
Schizomus parvus är en spindeldjursart som först beskrevs av Hansen 1921.  Schizomus parvus ingår i släktet Schizomus och familjen Hubbardiidae. Inga underarter finns listade i Catalogue of Life.